# Championnat de France de rugby à XV de 2e division 1974-1975
Navigation
Championnat de France de 2e division 1973-1974 Championnat de France de 2e division 1975-1976
Le championnat de France de rugby à XV de 2e division 1974-1975 est l'antichambre de la première division groupe B.
Les clubs classés aux cinq premières places de chaque poule ainsi que les quatre meilleurs sixième sont qualifiés pour les trente-deuxièmes et classés de 1 à 64. Les matchs, comme la finale, se jouent sur terrain neutre. Le club qui gagne en finale est déclaré vainqueur de la compétition et accède à la première division ainsi que les équipes qualifiées pour les quarts de finale.
L'US Carcassonne est champion de France de 2e division pour la saison 1974-1975 et accède à la première division pour la saison 1975-1976. 
Les clubs de US Cognac, et 6 autres clubs, qualifiés pour les quarts de finale accèdent également à la première division groupe B pour l'année 1975-1976.

## Pré-saison
La première phase, du 6 octobre 1974 au 2 février 1975 se déroule en 12 poules de 8 équipes avec matchs aller-retour.
Sur les 96 équipes, il y a 8 équipes reléguées de première division groupe B, qui ont terminé dernière de leur poule en Coupe Adolphe Jauréguy (Condom, Mauléon, Sorgues, Fumel, Villeneuve sur Lot, Chalon, Mimizan et Peyrehorade) et 16 équipes promues ayant participé aux huitièmes de finale du championnat de France de troisième division.
Promus
| - RC Castelnauldary (Castelnaudary) Champion - Toulouse Lalande omnisport Toulouse Lalande Finaliste - US Saujon (Saujon) 1/2 finaliste - USA Mirande (Mirande) 1/2 finaliste - RC Montceau (Montceau-les-Mines) 1/4 finaliste - Avenir moissagais (Moissac) 1/4 finaliste - RC Nîmes 1/4 finaliste - Stade de Reims (Reims) 1/4 finaliste | - RC Orléans 1/8 finaliste - Avenir de Bizanos (Bizanos) 1/8 finaliste - US Riom (Riom) 1/8 finaliste - RCS Metz 1/8 finaliste - FC yonnais (La Roche-sur-Yon) 1/8 finaliste - ES Vitry (Vitry-sur-Seine) 1/8 finaliste - Lancey-Sports (Villard-Bonnot) 1/8 finaliste - US Vic-Bigorre (Vic-en-Bigorre) 1/8 finaliste |

## Phase de qualification
Les clubs classés aux cinq premières places de chaque poule ainsi que les quatre meilleurs sixième sont qualifiés pour les trente-deuxièmes et classés de 1 à 64. Les matchs, comme la finale, se jouent sur terrain neutre. Le club qui gagne en finale est déclaré vainqueur de la compétition et accède à la première division ainsi que les équipes qualifiées pour les quarts de finale.
| - US Annecy - RC Chalon - Courbevoie sports (Courbevoie) - US Dole (Dole) - ASPTT Paris - PUC - AS Roanne - ES Vitry (Vitry-sur-Seine) (promu)                                                                  | - ASPTT Arras - CSM Clamart - CASG Paris - RCS Metz - RC Orléans (promu) - AS Police de Paris (ASPP) - Stade de Reims (promu) - Racing rugby club de Rouen                           | - US Cognac - RO Choletais (Cholet) - USA Limoges - Stade montluçonnais - Stade nantais UC - Stade niortais - Stade poitevin - FC yonnais (La Roche-sur-Yon) (promu) |
| - AS Bortoise - US Bellegarde (Bellegarde-sur-Valserine) - Stade clermontois - UMS rugby Montélimar - US Riom (Riom) (promu) - Saint-Savin sportif (Saint-Savin) - CS Vienne - SO Voiron                        | - US Issoire - Lancey-Sports (promu) - ASPTT Lyon - RC Montceau (Montceau-les-Mines) (promu) - AS Pierrelatte - Rhodia club, - FC Tournon-Tain (Tournon-Tain) - US Vizille (Vizille) | - AS Bédarrides - SO Millau - RC Nîmes - Stade piscénois (Pézenas) - JO Prades - SC Salon (Salon-de-Provence) - RC Sorgues (Sorgues) - US Thuir                      |
| - ES Argelès - US Carcassonne - RC Castelnaudary (Castelnaudary) (promu) - Sporting Club decazevillois - ES Gimont - RC Revel (Revel) - Stade ruthénois - Toulouse Lalande omnisport (Toulouse Lalande) (promu) | - SA Condom - AS Fleurance - CA Lannemezan - Lombez Samatan club - Avenir moissagais (Moissac) (promu) - Toulouse UC - RC Police Toulouse - FC Villefranche                          | - US Fumel - UA Gujan-Mestras - UA Libourne - US Objat (Objat) - AS Saint-Junien - Stade foyen (Sainte-Foy-la-Grande) - CA Sarlat - US Saujon (Saujon) (promu)       |
| - RS Mauvezin (Mauvezin) - USA Mirande (promu) - US Montréjeau (Montréjeau) - SC Pamiers - UA Saverdun - TOEC - US Vic-Bigorre (Vic-en-Bigorre) (promu) - CA Villeneuve (Villeneuve-sur-Lot)                    | - Anglet ORC - Bordeaux EC - US Coarraze Nay - Stade langonnais - UA Mimizan - Peyrehorade sports - SA Saint-Sever - AS Soustons                                                     | - Avenir aturin - SA Arcachon - Avenir de Bizanos (promu) - SA Hagetmau - Stade hendayais - ES Lembeye (Lembeye) - SA Mauléon - US Mugron (Mugron)                   |

## Phase finale

### Trente-deuxièmes de finale
| 9 mars 1975 |  | – |  |  |
| 9 mars 1975 |  |   |  |  |
| 9 mars 1975 |  |   |  |  |

|  |  | – |
|  |  |   |
|  |  |   |

|  |  | – |
|  |  |   |
|  |  |   |

|  |  | – |
|  |  |   |
|  |  |   |

|  |  | – |
|  |  |   |
|  |  |   |

|  |  | – |
|  |  |   |
|  |  |   |

|  |  | – |
|  |  |   |
|  |  |   |

|  |  | – |
|  |  |   |
|  |  |   |

|  |  | – |
|  |  |   |
|  |  |   |

|  |  | – |
|  |  |   |
|  |  |   |

|  |  | – |
|  |  |   |
|  |  |   |

|  |  | – |
|  |  |   |
|  |  |   |

|  |  | – |
|  |  |   |
|  |  |   |

|  |  | – |
|  |  |   |
|  |  |   |

|  |  | – |
|  |  |   |
|  |  |   |

|  |  | – |
|  |  |   |
|  |  |   |

|  |  | – |
|  |  |   |
|  |  |   |

|  |  | – |
|  |  |   |
|  |  |   |

|  |  | – |
|  |  |   |
|  |  |   |

|  |  | – |
|  |  |   |
|  |  |   |

|  |  | – |
|  |  |   |
|  |  |   |

|  |  | – |
|  |  |   |
|  |  |   |

|  |  | – |
|  |  |   |
|  |  |   |

|  |  | – |
|  |  |   |
|  |  |   |

|  |  | – |
|  |  |   |
|  |  |   |

|  |  | – |
|  |  |   |
|  |  |   |

|  |  | – |
|  |  |   |
|  |  |   |

|  |  | – |
|  |  |   |
|  |  |   |

|  |  | – |
|  |  |   |
|  |  |   |

|  |  | – |
|  |  |   |
|  |  |   |

|  |  | – |
|  |  |   |
|  |  |   |

|  |  | – |
|  |  |   |
|  |  |   |

### Seizièmes de finale
| 23 mars 1975 | RC Nîmes | 18 - 7 | Stade ruthénois | Lodève |
| 23 mars 1975 |          |        |                 | Lodève |
| 23 mars 1975 |          |        |                 | Lodève |

|  | SO Millau | 9 - 6 | Sporting Club decazevillois | Carmaux |
|  |           |       |                             | Carmaux |
|  |           |       |                             | Carmaux |

|  | US Carcassonne | 12 - 6 | USA Limoges | Figeac |
|  |                |        |             | Figeac |
|  |                |        |             | Figeac |

|  | US Cognac | 14 - 3 | ASPTT Paris | Tours |
|  |           |        |             | Tours |
|  |           |        |             | Tours |

|  | US Fumel | 43 - 7 | RC Orléans | Guéret |
|  |          |        |            | Guéret |
|  |          |        |            | Guéret |

|  | US Objat | 9 - 6 | US Montréjeau | Nérac |
|  |          |       |               | Nérac |
|  |          |       |               | Nérac |

|  | US Coarraze Nay | 18 - 6 | Stade clermontois | Sarlat |
|  |                 |        |                   | Sarlat |
|  |                 |        |                   | Sarlat |

|  | US Montélimar | 10 - 9 | SC Pamiers | Pézenas |
|  |               |        |            | Pézenas |
|  |               |        |            | Pézenas |

|  | AS Fleurance | 23 - 3 | Toulouse Lalande Omnisports | Beaumont |
|  |              |        |                             | Beaumont |
|  |              |        |                             | Beaumont |

|  | RS Mauvezin | 15 - 12 | SO Voiron | Montpellier |
|  |             |         |           | Montpellier |
|  |             |         |           | Montpellier |

|  | PUC | 13 - 10 | AS Bortoise | Bourges |
|  |     |         |             | Bourges |
|  |     |         |             | Bourges |

|  | Stade langonnais | 9 - 7 | CS Vienne | Ussel |
|  |                  |       |           | Ussel |
|  |                  |       |           | Ussel |

|  | AS Roanne | 6 - 3 | CSM Clamart | Nevers |
|  |           |       |             | Nevers |
|  |           |       |             | Nevers |

|  | UA Mimizan | 16 - 11 | Stade hendayais | Soustons |
|  |            |         |                 | Soustons |
|  |            |         |                 | Soustons |

|  | RC Montceau | 6 - 6 qualifié aux bénéfices d’essai | Stade poitevin | Orléans |
|  |             |                                      |                | Orléans |
|  |             |                                      |                | Orléans |

|  | Peyrehorade sports | 6 - 6 qualifié au bénéfice des pénalités | CA Lannemezan | Oloron |
|  |                    |                                          |               | Oloron |
|  |                    |                                          |               | Oloron |

### Huitièmes de finale
Les clubs qui participent aux huitièmes de finale joueront en 1re division (portée de 64 à 80 clubs) la saison prochaine sauf les Gersois de Mauvezin qui refusent la montée, faute de moyens.
C'est Limoges qui est finalement repêché.
| 6 avril 1975 | AS Fleurance | 9 - 3 | SO Millau | Décazeville |
| 6 avril 1975 |              |       |           | Décazeville |
| 6 avril 1975 |              |       |           | Décazeville |

|  | US Carcassonne | 9 - 6 | Renaissance sportive mauvezinoise | Saint-Girons |
|  |                |       |                                   | Saint-Girons |
|  |                |       |                                   | Saint-Girons |

|  | US Fumel | 35 - 15 | AS Roanne | Bort |
|  |          |         |           | Bort |
|  |          |         |           | Bort |

|  | US Objat | 11 - 7 | RC Montceau | Montluçon |
|  |          |        |             | Montluçon |
|  |          |        |             | Montluçon |

|  | US Cognac | 17 - 12 | PUC | Poitiers |
|  |           |         |     | Poitiers |
|  |           |         |     | Poitiers |

|  | RC Nîmes | 12 - 10 | Stade langonnais | Mazamet |
|  |          |         |                  | Mazamet |
|  |          |         |                  | Mazamet |

|  | UA Mimizan | 22 - 12 | US Coarraze Nay | Tyrosse |
|  |            |         |                 | Tyrosse |
|  |            |         |                 | Tyrosse |

|  | US Montélimar | 9 - 6 | Peyrehorade sports | Narbonne |
|  |               |       |                    | Narbonne |
|  |               |       |                    | Narbonne |

### Quarts de finale
| 20 avril 1975 | US Carcassonne | 15 - 12 | US Objat | Castelsarrasin |
| 20 avril 1975 |                |         |          | Castelsarrasin |
| 20 avril 1975 |                |         |          | Castelsarrasin |

|  | US Cognac | 11 - 6 | RC Nîmes | Auch |
|  |           |        |          | Auch |
|  |           |        |          | Auch |

|  | US Fumel | 9 - 6 | AS Fleurance | Agen |
|  |          |       |              | Agen |
|  |          |       |              | Agen |

|  | UA Mimizan | 18 - 15 après prolongation | US Montélimar | Pamiers |
|  |            |                            |               | Pamiers |
|  |            |                            |               | Pamiers |

### Demi-finales
| 27 avril 1975 | US Cognac | 28-12 | UA Mimizan | Périgueux |
| 27 avril 1975 |           |       |            | Périgueux |
| 27 avril 1975 |           |       |            | Périgueux |

|  | US Carcassonne | 11-6 | US Fumel | Graulhet |
|  |                |      |          | Graulhet |
|  |                |      |          | Graulhet |

### Finale
| 11 mai 1975 | US Carcassonne | 15 - 6 | US Cognac | Condom |
| 11 mai 1975 |                |        |           | Condom |
| 11 mai 1975 |                |        |           | Condom |